# Dieudonne Luma Étienne

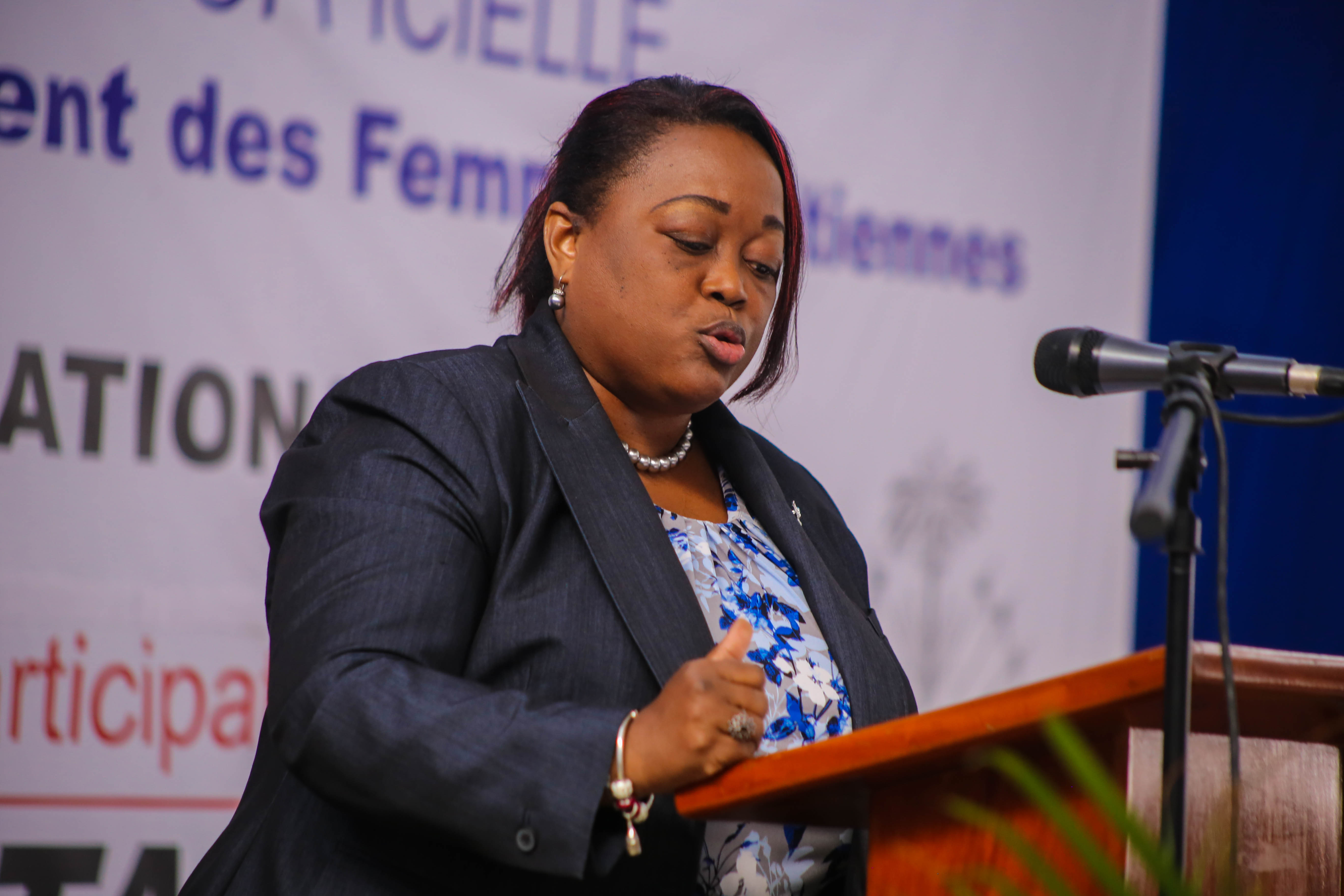
Dieudonne Luma Étienne, 2019

Dieudonne Luma Étienne (* 26. Oktober 1972 in Sainte-Suzanne, Département Nord-Est) ist eine haitianische Politikerin der PHTK, einer Mitte-Rechts-Partei. Étienne ist die einzige Frau im Senat, dem Oberhaus des Parlaments.

## Werdegang
Dieudonne Luma Étienne wuchs in Cap-Haïtien auf, wo sie kirchliche Schulen besuchte, den Abschluss aber am New College of the North machte. Sie absolvierte ein Diplomstudium der Verwaltungswissenschaft an der Université Notre-Dame d’Haïti, Cap-Haïtien. Außerdem studierte sie Rechtswissenschaften, Informatik und Tourismus an der Université Roi-Henri-Christophe. Mit einem Stipendium der französischen Botschaft studierte sie 2012 Finanz- und Kulturwirtschaft an der Universität Paris-Dauphine.
In der Zeit des Embargos arbeitete Étienne als einfache Angestellte im Reisebüro. Sie war regionale Koordinatorin für USAID und leitete ein EU-Projekt. Im Jahr 2010 wurde sie Abteilungsleiterin und Regionaldirektorin des Ministeriums für Handel und Industrie. Drei Jahre später wechselte sie als Regionaldirektorin für Tourismus in Nord-Haiti in das Tourismusministerium. Später wurde Étienne Vizepräsidentin dieser Abteilung. Sie wurde zuerst Mitglied der Northern Chamber of Commerce und dann Mitglied des Direktoriums dieser Handelskammer.
Bei den Wahlen der Jahre 2015 und 2016 wurde Dieudonne Luma Étienne zur Senatorin der Republik gewählt und am 10. Januar 2017 vereidigt. Sie ist derzeit in der 50. Legislaturperiode des Senats von Haiti tätig.
Im Unterhaus, der Abgeordnetenkammer, sind von 119 Mitgliedern drei weiblich.